# Eugen Hunziker (Manager)
Eugen Hunziker (* 11. Oktober 1934 in Zürich) ist ein Schweizer Manager. Von 1992 bis 1997 war er Geschäftsleiter (CEO) und Präsident der Generaldirektion des Migros-Genossenschafts-Bundes.

## Berufliche Laufbahn
Nach der Sekundarschule absolvierte Hunziker von 1950 bis 1953 eine kaufmännische Lehre bei der Magazine zum Globus AG in Zürich. Ab 1953 war er bei der Genossenschaft Migros Zürich angestellt, bevor er 1961 zur Genossenschaft Migros Winterthur wechselte. 1967 erfolgte der Wechsel zum Migros-Genossenschafts-Bund. 1972 wurde er Geschäftsleiter der Genossenschaft Migros Luzern, bevor er 1975 in derselben Funktion zur Genossenschaft Migros Zürich wechselte. 1984 wechselte Hunziker zurück zum Migros-Genossenschafts-Bund. 1991 bis 1997 war er Präsident der geschäftsführenden Verwaltungsdelegation des Migros-Genossenschaftsbundes.